# برنامج الصواريخ الإيرانية

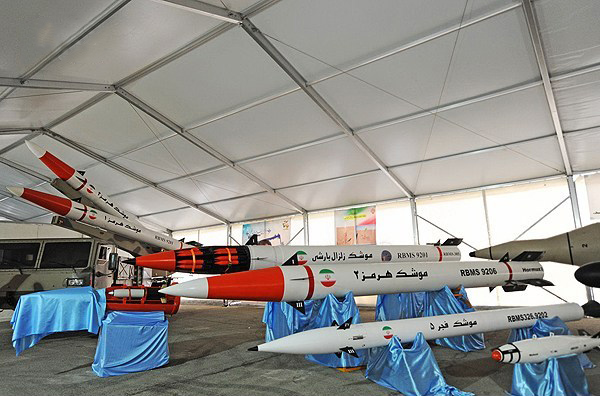
عدد من صواريخ إيران

برنامج الصواريخ الإيرانية هو مشروع تصميم وتصنيع واختبار الأسلحة الصاروخية يهدف لتطوير القدرات الصاروخية لإيران ويشمل عدة صواريخ يتراوح مداها ما بين 45 كيلومتراً إلى عدة ألاف كيلومترات. المدى المؤكد لهذه الصواريخ هو 2800 كم بينما تدعى إيران وصولها لمدى أبعد من هذا. يشمل هذا المشروع مجالات متعددة، منها برامج الصواريخ والدفاع الجوي، وصواريخ كروز البحرية، والصواريخ جو-أرض وجو-جو، بالإضافة إلى الصواريخ الفضائية وحاملات الأقمار الصناعية والصواريخ الباليستية. ويُعتقد بأن إيران تمتلك أكبر مخزون صاروخي في منطقة الشرق الأوسط. في إطار برنامج الصواريخ الإيراني، تم تنفيذ العديد من الخطوات في مجالات مختلفة، بما في ذلك تحويل الوقود من السائل إلى الصلب، زيادة مدى الصواريخ، تحسين قدرة توجيه الصواريخ، تصنيع أنظمة صاروخية ودفاعية، وتصميم صواريخ فضائية. وقد أدت هذه الجهود إلى إنتاج مجموعة متنوعة من الصواريخ. برنامج الصواريخ الإيراني أثار العديد من المخاوف على الساحة الدولية، مما أدى إلى فرض عقوبات واسعة النطاق على إيران. وفي هذا السياق، قامت الولايات المتحدة الأمريكية والاتحاد الأوروبي، بالإضافة إلى الأمم المتحدة، بفرض عقوبات على إيران. نظرًا للتداخل والأهداف المشتركة نسبيًا بين برنامج الصواريخ وبرنامج الطاقة النووية الإيراني، شملت العديد من العقوبات المفروضة على البرنامج النووي الإيراني أيضًا برنامج الصواريخ لهذا البلد. في 9 يونيو 2010، اعتمدت الأمم المتحدة  قرار يحمل الرقم 1929 بشأن إيران. وقد شدد القرار على القرارات السابقة وشدد القيود على تعاملات البنوك الإيرانية ومنع إيران من نقل واستيراد وتصدير الصواريخ أو أنظمة الصواريخ، مثل الصواريخ الباليستية، والأسلحة الثقيلة مثل الدبابات والطائرات المقاتلة والسفن الحربية.

## الصواريخ

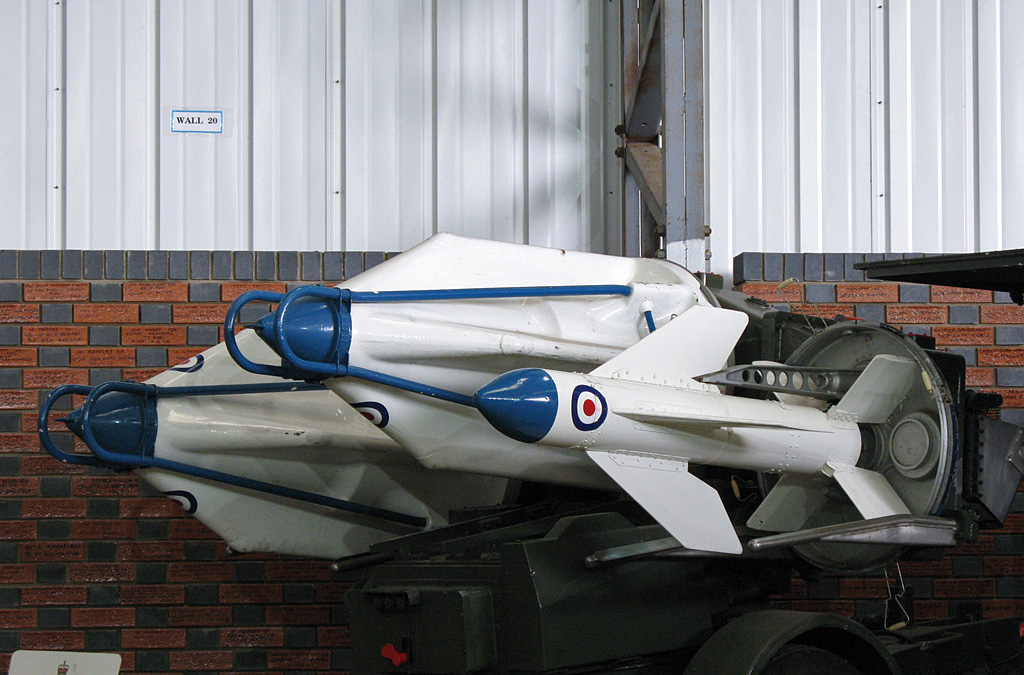
صاروخ تايجر كات

في السبعينيات، كانت إيران واحدة من أكبر مستوردي المعدات الحربية، وشملت هذه المعدات الصواريخ. كانت الولايات المتحدة، الاتحاد السوفيتي، وبريطانيا من أبرز بائعي الأسلحة لإيران في ذلك الوقت. كما بدأت ألمانيا الغربية بالتعاون مع إيران في إنشاء ترسانة ضخمة للذخيرة في أصفهان، لكنه توقف مع اندلاع الثورة الإيرانية عام 1979. استخدمت إيران لأول مرة صواريخ في عام 1966، حيث زود الدفاع الجوي بصواريخ قصيرة المدى من نوع "سي كات" وصواريخ "تايجر كات" التي تُحمل على مركبات بدلاً من السفن. في الستينيات والسبعينيات، حصلت إيران على نظام الدفاع الجوي إم آي إم-23 هوك من الولايات المتحدة. لاحقًا، تم استخدام تصميمه لتطوير صواريخ محلية مثل مرصاد وشلمجة وصياد-2. تلقت إيران 45 نظامًا من نوع رابيير(بالإنجليزية: Rapier) و1250 صاروخًا بموجب عقد قيمته 47 مليون جنيه إسترليني خلال الفترة بين 1972 و1973. في عام 1975، حصلت إيران على 30 نظامًا إضافيًا و950 صاروخًا، مع رادارات "بلايند فاير". تلقت إيران حوالي 300 صاروخ أس-75 دفينا المعروفة في حلف الناتو باسم "سام-2" من الاتحاد السوفيتي. صواريخ هاربون هي صواريخ كروز مضادة للسفن مزودة برادار نشط وبمدى 139 كيلومترًا. كانت إيران من أوائل المشترين لهذه الصواريخ في عام 1974. حتى اندلاع الثورة الإيرانية، تسلمت إيران بين 9 إلى 14 صاروخًا فقط.

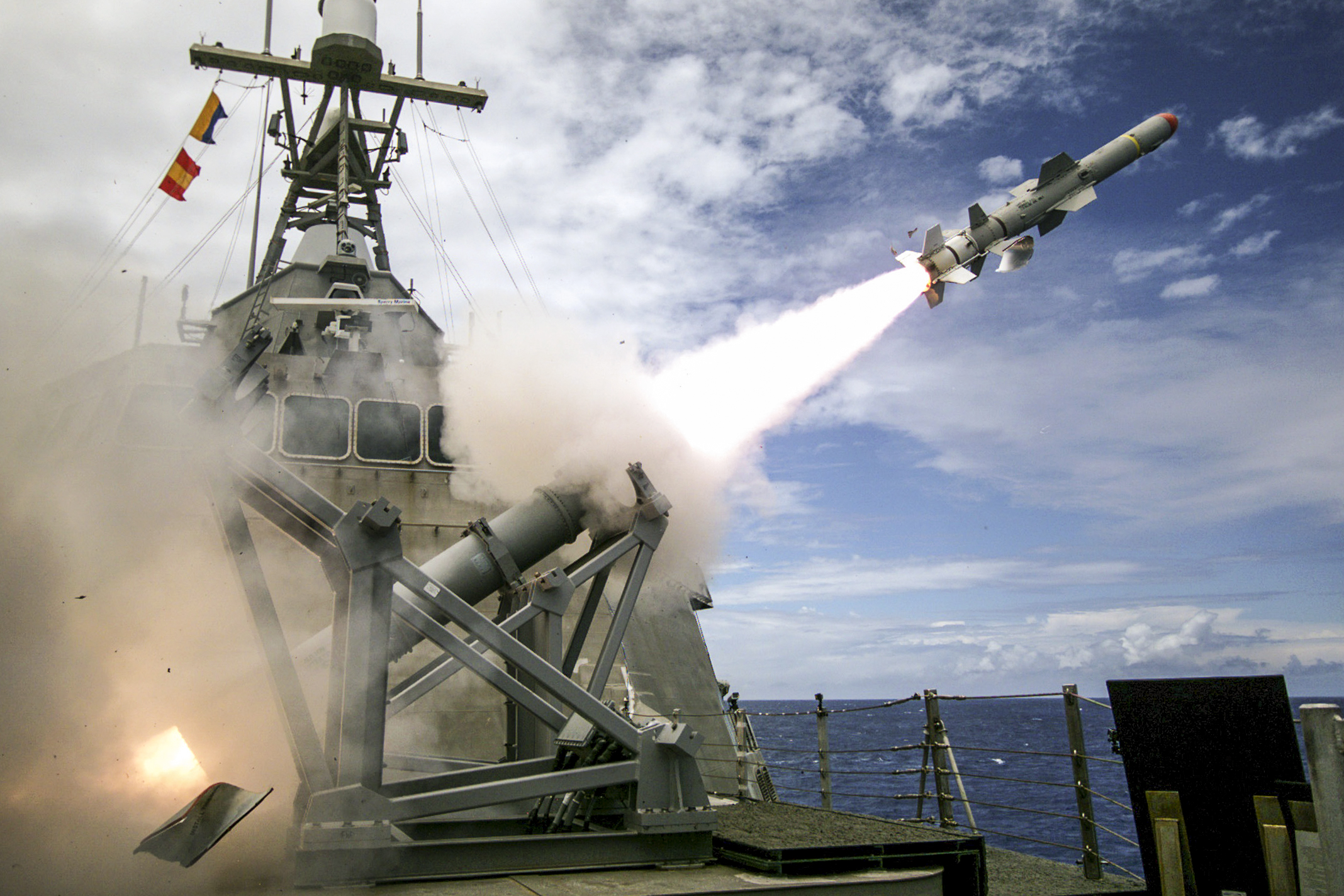
صاروخ هاربون

في يوليو 1977، زار رئيس منظمة الصناعات الدفاعية في عهد البهلوي الجنرال حسن طوفانيان إسرائيل ووقع اتفاقية مع موشيه دايان وعيزر وايزمان لتنفيذ مشروع مشترك يُعرف باسم مشروع شكوفه لتطوير صواريخ أرض-أرض. تمركز المشروع في موقع بارشين، واستثمرت إيران نحو مليار دولار فيه، لكنه توقف مع اندلاع الثورة الإيرانية.
البرنامج الصاروخي الإيراني يُعتبر أهم عنصر استراتيجي في الدفاع عن الجمهورية الإسلامية الإيرانية لمواجهة التهديدات الخارجية. يمكن تقسيم هذا البرنامج إلى مرحلتين: الأولى خلال الحرب الإيرانية العراقية (1980-1988)، حيث سعت إيران للدفاع أمام الصواريخ التي استخدمها صدام، والثانية بعد نهاية الحرب، حيث حققت إيران الاكتفاء الذاتي والتطور في تصنيع الصواريخ. أول صاروخ محلي إيراني يحمل اسم «مشک» المعروف أيضًا باسم «إيران 130»، تم تصنيعه في عام 1988. بلغ مدى هذا الصاروخ 130 كيلومترًا، ونجح في الاختبارات بمدى يصل إلى 160 كيلومترًا. تم استخدام هذا الصاروخ في نفس العام ضد العراق.  عائلة صواريخ زلزال كانت قاعدة لتطوير الصواريخ المحلية الإيرانية خلال فترة الحرب، وكانت تعمل بوقود صلب. نتيجة لهذه الجهود، تم تصميم صاروخ فاتح 110 بمدى 200 كيلومتر. كما تم تطوير نسخة من هذا الصاروخ لتكون مضادة للسفن تحت اسم خليج فارس.
استمرت جهود إيران لتصنيع صواريخ ذات مدى أطول، حتى تم الكشف عن صاروخ شهاب-1 في التسعينيات بمدى يزيد عن 300 كيلومتر، ثم صاروخ شهاب-2 بمدى 500 كيلومتر. الجيل التالي كان صاروخ شهاب-3، الذي تجاوز مداه 1000 كيلومتر، وتم اختباره في عام 1998 وأصبح عمليًا في عام 1999. مع الكشف عن صاروخ شهاب 3، زادت حساسية المجتمع الدولي تجاه البرنامج الصاروخي الإيراني. في العقد الأول من القرن الحادي والعشرين، كشفت إيران عن أول صواريخها الباليستية تحت أسماء سجیل، قدر وشهاب 3 بي بمدى يصل إلى 2000 كيلومتر. في العقد التالي، ركزت إيران على تحسين دقة الصواريخ. وفي هذه الفترة تم تصميم صواريخ قدر-110 بمدى يتراوح بين 2400 و3000 كيلومتر.
تم اختبار صاروخ صياد 1 في عام 1999، وفي عام 2010 تم الكشف عن النظام الدفاعي إس-200 بنسخته الإيرانية. في العام التالي، تم الكشف عن صاروخ الدفاع الجوي صياد 2.
في عام 2011، دخل صاروخ قيام 1 مرحلة الإنتاج الضخم. في نفس العام، وقع انفجار في مستودع للذخيرة بالقرب من طهران، مما أدى إلى وفاة حسن طهراني مقدم، المعروف بـ«أب البرنامج الصاروخي الإيراني»، و16 ضابطًا آخرين من الحرس الثوري. وقد نسبت هذه العملية السيبرانية إلى الولايات المتحدة وإسرائيل. في عام 2014، تم تشغيل خط إنتاج صواريخ صياد 2، كما أعلنت إيران عن تطوير صاروخ صياد 3 لاستخدامه مع نظام إس-200. في عام 2015، تم الكشف عن صاروخ فاتح-313، وفي عام 2016 أدعت إيران تطوير قنبلة «أبو القنابل» بقدرة تدميرية تبلغ 10 أطنان، والتي تعتبر من أقوى الأسلحة غير النووية.
في عام 2019، تم الكشف عن صاروخي ياسين وبالابان كصواريخ جو-أرض موجهة. وفي عام 2020، أُعلن عن إنشاء ثالث مصنع تحت الأرض للصواريخ في إيران. في نوفمبر 2022، تم الكشف عن صاروخ صياد 4 بي، كما تم الكشف عن صاروخ رضوان بمدى 400 كيلومتر في 22 سبتمبر من نفس العام.
كانت الصواريخ تعتمد على الوقود السائل حتى قررت إيران تصميم صواريخ تعتمد على الوقود الصلب وبدأت بصناعة صواريخ سجيل-2 وعاشوراء بالوقود الصلب و من ثم صواريخ كروز وموجهة ومنها ظفر، نصر، نور، قادر، وغدير.
قدمت الصين دعماً لإيران في تطوير صواريخ كروز وزودتهابصواريخ Ying-2 (HY-2) التي كانت نسخة قديمة من صواريخ ستيكس الروسية المضادة للسفن. أُطلق على هذه الصواريخ اسم دودة القز وتم تعديلها بمساعدة الصينيين في منشأة ببندر عباس لزيادة مداها من 25 ميلاً إلى 125 ميلاً. لاحقاً، حصلت إيران في عام 1995 على صواريخ مضادة للسفن C-802 وC-801K، وتم اختبارهما في 1996 و1997 على التوالي. في عام 2001، اشترت إيران صواريخ KH-55 LACM من أوكرانيا وبدأت الهندسة العكسية على هذا النوع من الصواريخ. وفي عام 2005، تم تطوير صاروخ كروز نور بناءً على تطوير الصاروخ الصيني C-802 بواسطة البحرية الإيرانية. صاروخ كروز نصر، المستند إلى الصاروخ الصيني C-704، تم كشف النقاب عنه في عام 2010، ونصر-2 في عام 2008. في عام 2010، أطلقت الصين مصنعاً للصواريخ في إيران مخصص لصواريخ كروز.
في 28 سبتمبر 2011، كشفت إيران عن صاروخ كروز قادر. وفي 2012، تم تقديم صاروخ آخر باسم مشكات.
| الصاروخ             | الاستخدام                   | المدى (كم) | ملاحظات                                                      |
| ------------------- | --------------------------- | ---------- | ------------------------------------------------------------ |
| صواريخ سي كات       | صواريخ قصيرة المدى          | قصيرة      | استخدمت لأول مرة في عام 1966.                                |
| صواريخ تايجر كات    | صواريخ قصيرة المدى          | قصيرة      | تُحمل على مركبات بدلاً من السفن.                               |
| إم آي إم-23 هوك     | صواريخ دفاع جوي             | متوسطة     | استخدم تصميمها لتطوير صواريخ محلية مثل مرصاد وشلمجة وصياد-2. |
| رابيير              | صواريخ دفاع جوي             | قصيرة      | زودت بها إيران في السبعينيات.                                |
| أس-75 دفينا (سام-2) | صواريخ دفاع جوي             | متوسطة     | زودت بها إيران من الاتحاد السوفيتي.                          |
| هاربون              | صواريخ كروز مضادة للسفن     | 139        | زودت بها إيران من الولايات المتحدة.                          |
| مشک (إيران 130)     | صواريخ باليستية             | 130-160    | أول صاروخ محلي إيراني.                                       |
| زلزال               | صواريخ أرض-أرض              | 150-200    | قاعدة لتطوير الصواريخ الإيرانية.                             |
| فاتح 110            | صواريخ باليستية قصيرة المدى | 200        | نسخة مضادة للسفن تحت اسم خليج فارس.                          |
| شهاب-1              | صواريخ باليستية             | 300        | استخدمت في التسعينيات.                                       |
| شهاب-2              | صواريخ باليستية             | 500        | نسخة مطورة من شهاب-1.                                        |
| شهاب-3              | صواريخ باليستية             | 1000+      | أول اختبار ناجح في عام 1998.                                 |
| قدر                 | صواريخ باليستية             | 1650-2000  | نسخة مطورة من شهاب-3.                                        |
| خرمشهر              | صواريخ باليستية             | 2000+      | تتميز بإمكانية حمل رؤوس متعددة.                              |
| صياد 1              | صواريخ دفاع جوي             | قصيرة      | تم اختبارها في عام 1999.                                     |
| صياد 2              | صواريخ دفاع جوي             | متوسطة     | دخلت مرحلة الإنتاج في 2014.                                  |
| صياد 3              | صواريخ دفاع جوي             | طويلة      | طورت لاستخدامها مع نظام إس-200.                              |
| قيام 1              | صواريخ باليستية             | 800        | دخلت الإنتاج الضخم في 2011.                                  |
| فاتح 313            | صواريخ باليستية قصيرة المدى | 500        | كُشف عنها في 2015.                                            |
| ياسين               | صواريخ جو-أرض               | قصيرة      | كُشف عنها في 2019.                                            |
| بالابان             | صواريخ جو-أرض               | قصيرة      | كُشف عنها في 2019.                                            |
| رضوان               | صواريخ باليستية             | 1400       | كُشف عنها في 2022.                                            |
| سجیل                | صواريخ باليستية             | 2000       | تعتمد على الوقود الصلب.                                      |
| عاشوراء             | صواريخ باليستية             | 2000       | تعتمد على الوقود الصلب.                                      |
| نور                 | صواريخ كروز                 | طويلة      | طورت عن الصاروخ الصيني C-802.                                |
| ظفر                 | صواريخ كروز                 | قصيرة      | صاروخ موجه.                                                  |
| نصر                 | صواريخ كروز                 | قصيرة      | نسخة محلية عن الصاروخ الصيني C-704.                          |
| قادر                | صواريخ كروز                 | متوسطة     | كُشف عنها في 2011.                                            |
| مشکات               | صواريخ كروز                 | طويلة      | كُشف عنها في 2012.                                            |
| ذوالفقار            | صواريخ باليستية             | 700        | تصل سرعته إلى 6.5 ماخ.                                       |
| دزفول               | صواريخ باليستية             | غير معلن   | تصل سرعته إلى 7 ماخ.                                         |
| سی‌اس‌اس 8            | صواريخ قصيرة المدى          | 150        | صاروخ صيني الصنع.                                            |
| خلیج فارس           | صواريخ باليستية             | 250-300    | نسخة محسنة تحت اسم ذوالفقار بصير.                            |
| فتح                 | صواريخ كروز                 | 130        | مزود بكلاهك حربي بوزن 150 كجم.                               |
| خیبرشکن             | صواريخ باليستية             | 1450       | تعتمد على الوقود الصلب.                                      |
| فجر 3               | صواريخ أرض-أرض              | 25 ميل     | صاروخ ثلاثي المنصات.                                         |
| فجر 5               | صواريخ أرض-أرض              | 45 ميل     | نسخة مطورة عن SY300 الصيني.                                  |
| 9 دی                | صواريخ دفاع جوي             | قصيرة      | مزودة بنظام توجيه ليزري.                                     |
| هرمز                | صواريخ باليستية             | 250-300    | صاروخ موجه.                                                  |
| شهاب ثاقب           | صواريخ دفاع جوي             | قصيرة      | شبيهة بـ HQ-7 الصيني.                                        |
| یا علی              | صواريخ كروز                 | 700        | صاروخ موجه عالي الدقة.                                       |

## أنظمة الدفاع الجوي
إيران تعتمد على أنظمة الدفاع الجوي والصواريخ لتحقيق الحماية من التهديدات الجوية، وتشمل الأنظمة الجوية المتقدمة والمطوّرة محلياً. وفقًا لرأي كوردزمن، يُعدّ أحد أوجه الضعف في الجمهورية الإسلامية هو عدم قدرتها على بناء وتشغيل أنظمة صواريخ أرض-جو ودفاع جوي بشكل كامل. لم تثبت إيران حتى الآن بشكل قاطع أنها نجحت في تصميم وتنفيذ نظام دفاع صاروخي. من أبرز الأنظمة:
نظام باور 373
- نسخة إيرانية من منظومة S-300 الروسية، مع قدرات متطورة.
- يكتشف 100 هدف، يتتبع 60، ويواجه 6 أهداف بفعالية.
- مدى يصل إلى 200 كم، وارتفاع 30 كم.
- تم استخدامه لأول مرة عام 2020، ويستخدم صواريخ صياد 4.

أنظمة رعد، سوم خرداد، 9 دی وطبس
- رعد: نظام دفاع جوي قصير المدى، مشابه للمنظومة الروسية Buk. يتميز بمدى 50 كم وارتفاع 20 كم. يستخدم صواريخ طائر 2.
- سوم خرداد: نسخة محسنة من S-300 بمدى 105 كم وارتفاع 30 كم. يحمل 3 صواريخ ويستهدف 4 أهداف في وقت واحد.
- طبس: مشابه لسوم خرداد مع تحسينات رادارية واستخدام صواريخ طائر 2B.
- 9 دی: نظام متحرك مصمم لاستهداف صواريخ كروز والطائرات على ارتفاع منخفض. يمتلك 8 صواريخ جاهزة للاستخدام.

نظام 15 خرداد
- يُمكنه تدمير 6 أهداف في وقت واحد.
- مدى الكشف: 150 كم، ومدى الاشتباك: 120 كم.
- يستخدم صواريخ صياد 2 وصياد 3 مع تحسينات تزيد المدى إلى 150 كم.

نظام تور إم 1
- منظومة روسية قصيرة المدى، مخصصة لحماية المنشآت الحيوية.
- يستهدف الطائرات والصواريخ الكروز على ارتفاعات منخفضة ومتوسطة.

نظام تلاش
- تلاش 2: يستخدم صواريخ صياد 2، مع مدى يصل إلى 60 كم.
- تلاش 3: يُمكنه استهداف الأهداف على ارتفاعات متعددة بمدى يصل إلى 200 كم.

نظام مرصاد وكمين 2
- مرصاد: نسخة محلية من نظام HAWK الأمريكي، بمدى بين 70 و150 كم.
- كمين 2: نظام قصير المدى تم تطويره بناءً على مرصاد، ويستهدف الطائرات على ارتفاع منخفض.

أنظمة يا زهرا، إف إم 80 وحرز 9
- يا زهرا: نسخة مطوّرة من النظام الفرنسي Crotale.
- إف إم 80 وحرز 9: أنظمة قصيرة المدى، مطوّرة محلياً.

نظام صياد
- يشمل صواريخ متعددة مثل صياد 1، 2، 3 و4، تُستخدم في أنظمة باور 373 وتلاش.

أنظمة فجر
- فجر 3: نظام إطلاق صواريخ متعددة 240 مم.
- فجر 5: يستخدم صواريخ غير موجهة بمدى يصل إلى 75 كم.

فتح 360
- نظام خفيف الوزن، يُطلق 6 صواريخ في وقت واحد.
- سرعة الصواريخ تصل إلى 5000 كم/ساعة، مع إمكانية التوجيه عبر الأقمار الصناعية.

نظام ذو الفقار
- يستخدم لإطلاق صواريخ دزفول وذو الفقار.
- يتميز بقدرة إطلاق صاروخين بشكل متزامن.

أنظمة أخرى
- شهاب ثاقب: نظام قصير المدى، مستوحى من النظام الفرنسي Crotale.
- ميثاق: نظام محمول مضاد للطائرات، مع نسخ متعددة (ميثاق 1، 2، 3).
- مجيد: نظام قصير المدى لمواجهة صواريخ الكروز والطائرات.
- قاسم سليماني: نظام دفاع نقطي لحماية السفن، مجهز بصواريخ ومسلسل غاتلينغ.

## الصواريخ الفضائية
بدأت إيران خطواتها نحو الفضاء منذ الستينيات، بالانضمام إلى المنظمات الدولية مثل لجنة استخدام الفضاء الخارجي في الأغراض السلمية، إضافة إلى توقيعها معاهدة المبادئ المنظمة لأنشطة الدول في ميدان استكشاف واستخدام الفضاء الخارجي. شهدت إيران إطلاق أول صاروخ تجريبي في عام 1996، ومع إطلاق القمر الصناعي "سينا" عام 2005 بالتعاون مع روسيا، أصبحت إيران الدولة الـ43 عالميًا التي تمتلك أقمارًا صناعية. خلال العقد التالي، أطلقت إيران مشاريع وطنية مثل القمر الصناعي أميد باستخدام صاروخ سفير، وإدعت بأنها قد نجحت في إرسال كائنات حية إلى الفضاء عبر كبسولات "كاوشكر". وفي 2022، أُجريت تجربة ناجحة لصاروخ "قائم 100"، وهو أول صاروخ ثلاثي المراحل في إيران. أنشأت إيران مراكز فضائية مثل مركز الإمام الخميني الفضائي، حيث يُستخدم لإطلاق صواريخ مثل ذوالجناح وقاصد. كما طورت إيران منظومات صواريخ فضائية متعددة مثل سفير وسيمرغ، مما يجعلها من بين الدول القليلة التي تمتلك تقنيات الفضاء المتقدمة. ورغم التحديات الدولية والهجمات السيبرانية، تُواصل إيران توسيع قدراتها الفضائية وتحقيق إنجازات جديدة. في فبراير 2019، وقع حريق في مركز الأبحاث الفضائية الإيراني، مما أسفر عن مقتل ثلاثة باحثين إيرانيين. طُرحت احتمالات تشير إلى أن هذا الحادث قد يكون جزءًا من محاولات الولايات المتحدة لتعطيل تقدم إيران في صناعة الصواريخ الفضائية. بالإضافة إلى ذلك، ذكرت مصادر متعددة حدوث هجمات سيبرانية مستمرة ضد المراكز الفضائية الإيرانية.

## الشرق الأوسط وبرنامج إيران الصاروخي
يشكل برنامج إيران الصاروخي وعمليات تهريب الصواريخ تهديداً مباشراً لاستقرار الشرق الأوسط. تُستخدم هذه الصواريخ لتوسيع النفوذ الإيراني عبر وكلاءها في المنطقة، مما يساهم في تصعيد التوترات الإقليمية والدولية. هذا الأمر دفع العديد من دول المنطقة إلى تعزيز قدراتها الدفاعية والدعوة إلى تصعيد العقوبات الدولية على إيران. يُعتبر البرنامج الصاروخي الإيراني أحد أبرز محاور التوتر في الشرق الأوسط، حيث يُنظر إليه كأداة لتعزيز النفوذ الإيراني ودعم الجماعات المسلحة الحليفة لها في المنطقة. استخدمت إيران هذه الصواريخ كوسيلة لتعزيز قوتها الإقليمية، مما أثار قلقاً واسعاً بين دول الجوار والمجتمع الدولي.
وجهت دول خليجية والولايات المتحدة اتهامات لإيران بتزويد جماعة الحوثي في اليمن بالصواريخ الباليستية والطائرات المسيّرة. وقد استخدمت هذه الجماعة تلك الأسلحة لاستهداف منشآت حيوية داخل الأراضي السعودية، مثل هجمات الصواريخ على مطار أبها والمنشآت النفطية التابعة لشركة أرامكو. أشارت تقارير الأمم المتحدة إلى أن بقايا بعض الصواريخ التي أطلقها الحوثيون تحمل علامات تشير إلى تصنيعها في إيران، ما يعزز اتهامات تهريب الأسلحة من إيران إلى اليمن.
يُعد حزب الله اللبناني أحد أكبر المستفيدين من البرنامج الصاروخي الإيراني. أشارت تقارير استخباراتية إلى أن إيران نقلت صواريخ قصيرة ومتوسطة المدى إلى حزب الله عبر سوريا، كما ساعدت في تطوير مصانع لإنتاج الصواريخ داخل لبنان. يمتلك حزب الله حالياً ترسانة صاروخية تُقدر بعشرات الآلاف من الصواريخ التي تُستخدم كأداة ردع ضد إسرائيل.
تتهم إسرائيل إيران بتزويد الفصائل الفلسطينية في قطاع غزة، مثل حركة حماس والجهاد الإسلامي، بالصواريخ والمواد اللازمة لتطويرها. وقد تم إحباط عدة محاولات تهريب أسلحة إلى غزة عبر البحر أو عبر شبكات تهريب في سيناء.

## ردود الفعل العالمية والعقوبات
أثار البرنامج الصاروخي الإيراني الذي تصفه إيران كوسيلة دفاعية قلقاً واسعاً على المستوى الدولي، حيث اعتبرته العديد من الدول تهديداً للأمن الإقليمي والدولي ويجب احتواؤه عبر العقوبات أو الوسائل الدبلوماسية. الولايات المتحدة ودول الاتحاد الأوروبي، إلى جانب دول الخليج، أعربت عن مخاوفها من أن تكنولوجيا الصواريخ الإيرانية قد تُستخدم لنقل رؤوس نووية أو دعم جماعات مسلحة مثل حزب الله والحوثيين. في الأمم المتحدة، دعت العديد من الدول، بقيادة الولايات المتحدة، إلى فرض قيود صارمة على الأنشطة الصاروخية الإيرانية. وصفت إسرائيل البرنامج الصاروخي بأنه تهديد وجودي، وطالبت باتخاذ إجراءات عسكرية ودبلوماسية للحد من تطوره. دول مثل فرنسا وألمانيا، رغم تحفظها على استخدام القوة، دعت إلى اتفاقيات إضافية للحد من قدرات إيران الصاروخية.
فرض مجلس الأمن الدولي عدة عقوبات على إيران عبر قرارات مثل القرار 1929 (2010) والذي حظر على إيران تطوير تقنيات الصواريخ الباليستية القادرة على حمل رؤوس نووية. والقرار 2231 (2015) ضمن الاتفاق النووي، الذي دعا إيران للامتناع عن تطوير الصواريخ المصممة لحمل رؤوس نووية، لكن إيران أكدت أن برنامجها الصاروخي ليس جزءاً من الاتفاق النووي. إضاقة على ذلك فرضت الولايات المتحدة عقوبات أحادية الجانب على إيران شملت قطاع التكنولوجيا وحظرت بيع مكونات حساسة يمكن استخدامها في الصواريخ كما فرضت عقوبات على شركات وأفرادو بهذا الموجب تم إدراج كيانات إيرانية وشخصيات على قوائم العقوبات لدورها في تطوير البرنامج الصاروخي.
في الشرق الأوسط ايضا أعربت المملكة العربية السعودية عن قلقها العميق تجاه البرنامج الصاروخي الإيراني، معتبرة إياه تهديدًا مباشرًا للأمن الإقليمي والدولي. خلال القمة الخليجية في العلا في يناير 2021، أشار ولي العهد السعودي الأمير محمد بن سلمان إلى أن البرنامج الصاروخي الإيراني جزء من "السلوك التخريبي" لإيران الذي يزعزع استقرار المنطقة. ودعا الأمير محمد بن سلمان المجتمع الدولي إلى اتخاذ موقف حازم ضد إيران لردعها عن تطوير برامجها الصاروخية والتدخل في شؤون الدول الأخرى. في مقابلة مع صحيفة "وول ستريت جورنال" عام 2018، شدد محمد بن سلمان على ضرورة تصعيد الضغوط الاقتصادية والسياسية على إيران للحد من برامجها الصاروخية والتوسعية. وأكد أن النجاح في ذلك سيؤدي إلى تقليل التوترات الإقليمية ومنع اندلاع نزاع مسلح مباشر. أيدت الإمارات العربية المتحدة الموقف السعودي، مشيرة إلى أن برنامج إيران الصاروخي يمثل انتهاكًا صارخًا للقوانين الدولية ويزيد من زعزعة الاستقرار الإقليمي. كما دعت إلى تعزيز العقوبات الدولية للحد من قدرة إيران على تطوير الصواريخ. وانتقدت البحرين بشدة تورط إيران في تسليح الجماعات المسلحة بالصواريخ، معتبرة أن هذه السياسات تهدف إلى تقويض أمن دول الخليج.
أكدت الكويت أهمية التزام إيران بالقوانين الدولية المتعلقة بالصواريخ الباليستية. ودعت الحكومة الكويتية إلى تعزيز الحوار الإقليمي لضمان عدم استخدام التكنولوجيا الصاروخية في زعزعة استقرار المنطقة. كمادعت قطر إلى حل القضايا المتعلقة ببرنامج إيران الصاروخي عبر الحوار والدبلوماسية، مشيرة إلى أن تصعيد التوترات في المنطقة لا يخدم مصالح أي طرف. أكدت قطر على أهمية ضمان الأمن والاستقرار في الخليج عبر الحلول السلمية. أكدت المملكة الأردنية الهاشمية أن تطوير إيران لقدراتها الصاروخية يُعدّ تهديدًا للأمن الإقليمي، ودعا إلى تكاتف الجهود الدولية والإقليمية للحد من هذه الأنشطة. كما شددت الحكومة الأردنية على أهمية الحوار الدبلوماسي كوسيلة لتجنب تصعيد النزاعات. أعرب العراق عن قلقه من استخدام إيران لتكنولوجيا الصواريخ لتوسيع نفوذها الإقليمي، لكنه دعا في الوقت نفسه إلى حل القضايا الخلافية عبر الوسائل الدبلوماسية لتجنب أي تصعيد عسكري في المنطقة. وتمسكت سلطنة عمان بسياسة الحياد، ودعت إلى تقليل التصعيد عبر الحوار بين الأطراف المختلفة. أكدت عمان على أهمية التعاون الإقليمي لضمان الاستقرار، وشددت على ضرورة التزام جميع الأطراف بالقوانين الدولية.
على مرّ السنوات الماضية، أصبحت برامج إيران الصاروخية الشغل الشاغل لرؤساء الولايات المتحدة، إلا أن مواقفهم تجاهها كانت مختلفة.
ركزت إدارة بيل كلينتون على منع إيران من الحصول على تكنولوجيا الصواريخ الباليستية. في عام 1998، فرضت إدارة كلينتون عقوبات على كيانات روسية وصينية لتورطها في نقل تقنيات صاروخية إلى إيران. وصف كلينتون البرنامج الصاروخي الإيراني بأنه تهديد للاستقرار في الشرق الأوسط، ودعا إلى تعزيز العقوبات الدولية لمنع إيران من تطوير قدراتها الصاروخية.
اعتبر جورج بوش الابن إيران جزءًا من "محور الشر" وركز على البرنامج الصاروخي كجزء من تهديد إيران للأمن العالمي. في عام 2007، أعلن بوش أن تطوير إيران للصواريخ الباليستية القادرة على الوصول إلى أوروبا يشكل خطرًا على الأمن الدولي، مما دفع إلى إنشاء نظام الدفاع الصاروخي في أوروبا.
ركز باراك أوباما على الدبلوماسية في التعامل مع إيران، لكن البرنامج الصاروخي ظل قضية محورية. أكد أوباما أن الصواريخ الباليستية الإيرانية تهدد الأمن الإقليمي، ودعا إلى إدراج قيود على البرنامج الصاروخي ضمن الاتفاق النووي لعام 2015. ومع ذلك، رفضت إيران التفاوض على برنامجها الصاروخي، مما أثار انتقادات داخلية لإدارة أوباما.
اتخذ دونالد ترامب موقفًا صارمًا تجاه إيران، وانسحب من الاتفاق النووي في عام 2018 بسبب ما وصفه بعدم كفاية القيود على برنامج إيران الصاروخي. وصف ترامب الصواريخ الباليستية الإيرانية بأنها تهديد عالمي، وفرض عقوبات واسعة على إيران شملت شركات وأفرادًا مرتبطين ببرنامجها الصاروخي.
تسعى إدارة جو بايدن إلى العودة إلى الاتفاق النووي مع إيران، لكنها أكدت أن برنامج الصواريخ الباليستية الإيراني يشكل تهديدًا للأمن الإقليمي. دعا بايدن إلى تضمين البرنامج الصاروخي ضمن أي مفاوضات جديدة مع إيران، مشيرًا إلى ضرورة معالجة هذه القضية إلى جانب برنامجها النووي.

## هجمات إيران الصاروخية في المنطقة
استخدمت إيران برنامجها الصاروخي كأداة لتعزيز نفوذها في المنطقة والرد على التهديدات، وقد نفذت عدة هجمات صاروخية استهدفت مواقع داخل المنطقة لأغراض عسكرية وسياسية. تشير الهجمات الصاروخية الإيرانية إلى استراتيجية تسعى من خلالها طهران إلى تعزيز نفوذها الإقليمي والرد على التهديدات الموجهة إليها. ومع ذلك، فإن هذه الهجمات تزيد من التوترات في المنطقة وتثير انتقادات دولية واسعة، خاصة فيما يتعلق بانتهاك سيادة الدول الأخرى واستخدام الصواريخ كأداة سياسية.
في يناير 2020، أطلقت إيران صواريخ باليستية على قاعدة عين الأسد في العراق، التي تستضيف قوات أمريكية، ردًا على اغتيال قائد فيلق القدس قاسم سليماني. أعلنت إيران أن الهجوم كان انتقامًا مباشرًا، وتم استخدام صواريخ دقيقة مثل قيام وفاتح 313. أسفر الهجوم عن إصابة جنود أمريكيين بجروح وتدمير معدات عسكرية، لكنه لم يسفر عن خسائر بشرية مباشرة وتبين لاحقا أن الجانب الأمريكي كان علم مسبق بهذا الهجوم.
في مارس 2022، أطلقت إيران عدة صواريخ باليستية على مدينة أربيل، مستهدفة ما وصفته بـمواقع إسرائيلية سرية. واعتبرت حكومة كردستان الهجوم انتهاكًا لسيادتها، بينما زعمت إيران أن الهجوم كان ضروريًا لحماية أمنها القومي.
نفذت إيران عدة هجمات صاروخية على مواقع داخل سوريا، حيث دعمت القوات الإيرانية وقواتها الحليفة، مثل حزب الله، في الحرب الأهلية السورية. استهدفت بعض هذه الهجمات مواقع تنظيم داعش، مثل الضربات الصاروخية على محافظة دير الزور في يونيو 2017، والتي قالت إيران إنها ردًا على هجمات التنظيم داخل إيران.
اتهمت المملكة العربية السعودية إيران بدعم هجمات صاروخية على أراضيها، نفذها الحوثيون باستخدام صواريخ إيرانية الصنع. أبرز هذه الهجمات كانت استهداف منشآت شركة أرامكو النفطية في سبتمبر 2019، والتي تسببت في تعطيل إنتاج النفط بشكل كبير. ورغم نفي إيران تورطها المباشر، أظهرت تحقيقات دولية أن الصواريخ والطائرات المسيّرة المستخدمة في الهجوم مصدرها إيران.
شنت إيران هجمات صاروخية استهدفت معارضين إيرانيين في الخارج، خاصة في إقليم كردستان العراق. في سبتمبر 2018، أطلقت إيران صواريخ على مقر الحزب الديمقراطي الكردستاني الإيراني، ما أسفر عن مقتل 11 شخصًا. زعمت إيران أن الهجوم جاء ردًا على أنشطة معادية لها من قبل الجماعة.

## طالع ايضاً
- الطائرات الإيرانية المسيرة